# نائومی فونر جیلنهال
نائومی فونر جیلنهال (انگلیسی: Naomi Foner Gyllenhaal، پیش از ازدواج: اکس؛ زادهٔ ۴ مارس ۱۹۴۶) فیلم‌نامه‌نویس و کارگردان آمریکایی است. او مادر بازیگران مگی جیلنهال و جیک جیلنهال است. او برای نگارش فیلم‌نامهٔ ازنفس‌افتاده (۱۹۸۸) برندهٔ جایزه گلدن گلوب بهترین فیلم‌نامه شد.

## آغاز زندگی و تحصیلات
فونر در بروکلین، شهر نیویورک به دنیا آمد. او دختر دکترها، یعنی روث (۱۹۲۰–۱۹۶۸) و ساموئل اکس (۱۹۱۹–۲۰۱۴) است. والدین او تبار یهودی داشتند. او در خانواده‌ای از «یهودیان نیویورکی با موفقیت بالا» رشد کرد. پدربزرگ و مادربزرگ یهودی اشکنازی او از اروپای شرقی (لتونی و لهستان) مهاجرت کرده بودند.

## زندگی شخصی
نخستین شوهر نائومی فونر، اریک فونر، مورخ و استاد دانشگاه کلمبیا بود که در سال ۱۹۶۵ با او ازدواج کرد و در سال ۱۹۷۷ طلاق گرفت. ازدواج دوم او، ۱۹۷۷–۲۰۰۹، با کارگردان فیلم استیون جیلنهال بود. آن‌ها به‌طور حرفه‌ای با یکدیگر همکاری کرده‌اند و دو فرزند با هم دارند: بازیگران مگی جیلنهال (زادهٔ ۱۹۷۷) و جیک جیلنهال (زادهٔ ۱۹۸۰).